# خلیل کمره‌ای
حاج میرزا خلیل کَمَره‌ای (زادهٔ ۱۲۷۷ در دهکده فرنق شهرستان خمین – درگذشتهٔ ۱۹ مهر ۱۳۶۳ در تهران) نویسنده، محقق و فیلسوف الهی معاصر بود که بیشتر به سبب تلاش در جهت اتحاد مذاهب اسلامی شناخته می‌شود.
میرزا خلیل تحصیلات خود را در حوزه‌های علمیه اراک و قم نزد عبدالکریم حائری یزدی آغاز نمود و در میان سالی به آموزش دروس مختلف اسلامی و فلسفی در قم و سپس در تهران مشغول گشت. معروفترین کتب وی «افق وحی»، «شرح نهج البلاغه (آسمان و جهان)»، «قبله اسلام»، «هفت جلد کتاب عنصر شجاعت یا هفتاد و دو تن و یک تن» و «بیت‌المقدس و تحول قبله» است. پاسخ‌های وی به دوازده سؤال فلسفی واتیکان به نظم درآمد و به صورت کتابی جداگانه منتشر شد. کمره‌ای به نمایندگی از طرف سید حسین بروجردی به قاهره عزیمت و از شیخ محمود شلتوت مفتی اعظم و رئیس دانشگاه الازهر مصر بخاطر فتوای تاریخی‌اش مبنی بر جواز پیروی از مذهب شیعه دوازده امامی تشکر نمود. وی بیش از سه دهه امام جماعت مسجد فخرالدوله در تهران را به عهده داشت و به مدت پنج سال در دانشکده الهیات و معارف اسلامی دانشگاه تهران در مقطع دکتری به تدریس احادیث وحی مشغول بود.

## تولد، رشد، تحصیلات
خلیل در سال ۱۲۷۷ شمسی در دهکده فرنق از توابع شهرستان خمین در بخش کمره متولد شد. پدرش، مشهدی ابوطالب کشاورز و مادرش بی‌بی خاتون جان خانه‌دار بود. وی در حدود شش سالگی خواندن و نوشتن را نزد عموی خود و سپس در مکتب خانه ده فرا گرفت و در حدود دوازده سالگی برای ادامه تحصیلات به سوی جاپلق و خمین و سپس خوانسار رهسپار گردید و علوم ادبی و مقدمات عربی را نزد ملامحمد خوانساری امینی و سایر استادان فراگرفت.
خلیل در حدود سال ۱۲۹۶ شمسی برای ادامه تحصیلات به مدرسه سپهدار در حوزه علمیه اراک (سلطان آباد) رفت و علوم فقه و اصول، منطق و مقداری حکمت و فلسفه و نیز درس خارج را نزد حاج شیخ عبدالکریم حائری یزدی و سایر استادان آموخت. در سال ۱۲۹۹ شمسی به قم رفت و تا حدود سال ۱۳۱۴ شمسی در حوزه علمیه قم به تحصیل و تعلیم مشغول بود. استادان عمده وی در قم، حاج شیخ عبدالکریم حائری یزدی (مؤسس حوزه علمیه قم)، میرزا علی اکبر مدرس یزدی معروف به «حکیم»، میرزا محمد علی شاه آبادی، میر سید علی یثربی کاشانی و میرزا جواد ملکی تبریزی بودند. میرزا خلیل پس از تکمیل تحصیلات، به تدریس سطوح، تفسیر، فلسفه (و نیز علوم هیئت قدیم و تشریح الافلاک و هندسه اقلیدسی و خلاصه الحساب شیخ بهایی) پرداخت. از افرادی که در قم در دروس وی شرکت کردند، می‌توان از سید مرتضی عسگری، مرتضی حائری یزدی و سید محمود طالقانی نام برد. میرزا خلیل به نظریات فلاسفه قدیم یونان (سقراط، افلاطون و ارسطو)، فلسفه الهی و فلسفه ملا صدرا شیرازی - صدر المتالهین و مطالعات تطبیقی آن‌ها علاقه‌مند بود.

## انتقال اجباری و تبعید به تهران
در سال ۱۳۱۴ شمسی در رابطه با مخالفت حاج شیخ عبدالکریم حائری یزدی با کشف حجاب اجباری رضا شاه، میرزا خلیل که رونوشت نسخه‌برداری شده تلگراف استادش به رضا شاه را نزد خود داشت در اراک توقیف و شبانه به تهران منتقل و مستقیماً تحویل بازداشتگاه شهربانی تهران گردید. پس از ۳۱ روز بازداشت انفرادی، با سپردن تعهد و التزام کتبی مبنی بر «عدم خروج از حوزه قضائی تهران (حتی حضرت عبدالعظیم و شمیران)» آزاد شد.
در سال ۱۳۲۴ شمسی، اشرف الملوک فخرالدوله (دختر مظفرالدین شاه قاجار) از وی دعوت نمود که امام جماعت مسجد فخرالدوله واقع در دروازه شمیران تهران را بپذیرد که مورد قبول او قرار گرفت.

## ادعای بی‌بی‌سی فارسی دربارهٔ وی
بی‌بی‌سی فارسی در خرداد ۱۳۹۵ ادعا کرد که وی در سال ۱۳۴۲ واسطه انتقال پیام میان روح‌الله خمینی و سفارت آمریکا بوده‌است. این ادعا از سوی منابع مختلفی تکذیب و ترجمه بی‌بی‌سی فارسی نیز مجعول خوانده شد.

### واکنش‌ها
مؤسسه تنظیم و نشر آثار امام خمینی به این موضوع، واکنش شدید نشان داد. حمید انصاری قائم‌مقام این مؤسسه، ادعای بی‌بی‌سی را مبنی بر تلاش حضرت امام خمینی برای برقراری رابطه با دولت وقت آمریکا، فاقد وجاهت قانونی و سندیت دانست. وی همچنین اعلام کرد: 
«بنده صددرصد تمام موضوعاتی که بی‌بی‌سی در این زمینه مطرح کرده را سندسازی می‌دانم و تکذیب می‌کنم. هرچند این آخرین بار نیز نخواهد بود چراکه از این قبیل افتضاحات قبلاً هم مرتکب شده‌اند. آنها به تعبیر خودشان سندی منتشر کردند که حدود ۸ مورد اشتباه فاحش و دروغین در آن سند بود؛ طوری که کسانی که در آن وقایع بودند و بی‌بی‌سی انتظار داشت که آنها سندهایش را تأیید کنند، دست به تکذیب زدند و مشخص است که این اقدام برای کمرنگ کردن بُعد حضور مردم در دفاع از انقلاب بوده‌است.»

همچنین در خصوص میرزا خلیل کمره‌ای گفت: 
یکی از افرادی که بی‌بی‌سی در این سندسازی به آن اشاره کرده روابطی را با دربار داشته و آنها از این طریق خواسته‌اند چهره انقلاب را از طریق کسی مخدوش کنند که هیچ ارتباطی با آن شخص و آن جریان نداشته‌است؛ بنابراین کسی که کمترین آگاهی نسبت به سابقه انقلاب داشته باشد، این مسئله را متوجه خواهد شد.

## دستاوردها

### تدریس و تألیف کتب
از سال ۱۳۲۴ تا ۱۳۵۸، میرزا خلیل هر روز در منزل خود در تهران به تدریس کتب علمی، فلسفی و فقهی برای طلاب علوم دینی در سطوح مختلف مشغول بود. در سال‌های ۱۳۳۷ تا ۱۳۴۲ نیز در دوره دکترا دانشکده الهیات و معارف اسلامی دانشگاه تهران احادیث وحی را تدریس نمود. از افرادی که در دروس تفسیر قرآن وی شرکت نمودند می‌توان از سید محمود طالقانی
، مهدی بازرگان، یدالله سحابی و علی اکبر غفاری و نیز زین العابدین رهنما نام برد. از شاگردان وی می‌توان، سید محمد حسین کاظمینی بروجردی، محمد خزائلی، ابراهیم بوذری، سید کریم امیری فیروزکوهی و ابوالحسن شریف طبرستانی را ذکر کرد.
تألیفات میرزا خلیل بر حول چهار محور دعوت اسلام یعنی مؤسس دعوت (پیامبر)، کتاب دعوت (قرآن)، خانه دعوت (کعبه) و رهبران دعوت (ائمه) نگاشته شده‌است. معروفترین کتب وی،
افق وحی
شرح نهج البلاغه (آسمان و جهان)
قبله اسلام - کعبه یا مسجد الحرام
علی و الزهراء، سرچشمه آب حیات
عنصر شجاعت یا هفتاد دو تن و یک تن (در هفت جلد)،
بیت‌المقدس و تحول قبله
و فتاوی صحابی کبیر سلمان فارسی است.

### اتحاد مذاهب اسلامی
فعالیت شاخص کمره‌ای تا پایان عمر تلاش در جهت اتحاد مسلمانان جهان و به تعبیر خودش «توحید کلمه برای کلمه توحید» بوده‌است:
- در سال ۱۳۳۱ شمسی، میرزا خلیل به همراه سید محمود طالقانی، سید رضا زنجانی و سید صدرالدین بلاغی در کنفرانس بین‌المللی شعوب المسلمین در کراچی شرکت کرد. در یکی از روزهای کنفرانس، وی به ریاست کنفرانس برگزیده شد و در مورد اتحاد اسلامی بین ملل و دول مسلمان سخنرانی نمود.
- در سال ۱۳۳۸ شمسی، میرزا خلیل بنا به دعوت موتمر عالم اسلامی که در کشور اردن هاشمی تشکیل شده بود و با تأیید سید حسین بروجردی به همراه سید محمود طالقانی به بیت‌المقدس سفر کرد. در این سفر، اکرم زعیتر[۲۲] یک نسخه از کتاب تألیفی خود «القضیة الفلسطینیة» را به کمره‌ای اهدا نمود که وی متعاقباً آن را جهت ترجمه از عربی به فارسی در اختیار علی اکبر هاشمی رفسنجانی قرار داد. این کتاب تحت عنوان «سرگذشت فلسطین یا کارنامه سیاه استعمار» منتشر شد.[۲۴]
- در سال ۱۳۳۸ شمسی، میرزا خلیل به‌اتفاق سید محمود طالقانی به قاهره سفر کرد و از طرف سید حسین بروجردی از فتوای تاریخی شیخ محمود شلتوت مفتی اعظم و رئیس دانشگاه الازهر مصر دائر بر جواز پیروی از مذهب شیعه جعفری یا شیعه دوازده‌امامی به عنوان یکی از مذاهب رسمی اسلام تشکر نمود.[۲۵]
- در سال ۱۳۴۳ شمسی، میرزا خلیل پیامی برای ملک فیصل پادشاه عربستان سعودی ارسال داشت که ضمن اظهار نگرانی از تفرقه انگیزی‌های قومی و نژادی، از وی خواست که وسیله تفاهم و تقریب بین فقهای مذاهب اسلامی گردد. وی کتابی را که به عربی با عنوان «ارض النبوه جسر عظیم (سرزمین نبوت پل بزرگی است) تألیف نموده بود به ملک فیصل تقدیم کرد و کوشید وظیفه اتحاد عمومی مسلمانان را به عهده او گذارده، وی را متقاعد کند که در ساختن این پل بزرگ نباید از معارف رسیده از امام علی (ع) غفلت کند.[۲۶]
- در سال ۱۳۴۳ شمسی و در پاسخ به علمای کردستان ایران، میرزا خلیل ضمن بررسی دوران حیات و رهبری خلفای سه‌گانه راشدین، نتیجه گرفت که ایشان از صحابه و یاران پیامبر اسلام بودند و پیامبر اسلام هیچگاه به آنان توهین نمی‌کرده‌است و از اینرو اهانت به خلفای سه‌گانه راشدین را جایز نمی‌داند.[۲۷]
- در پایان اسفند ماه ۱۳۴۸ و آغاز فروردین ماه ۱۳۴۹ شمسی، میرزا خلیل در کنگره جهانی هزاره شیخ طوسی در مشهد شرکت نمود. علاقه و اصرار وی برای اتحاد مذاهب اسلامی را می‌توان در این جمله خلاصه نمود:[۲۸]

«امروز هر شیعه‌ای سنی و هر سنی شیعه است.»
- در نوروز سال ۱۳۵۶ شمسی، بنا به دعوت شیخ احمد کُفتار و مفتی اعظم کشور سوریه به دمشق عزیمت کرد و در جامع (دانشگاه) ابی النور دربارهٔ اتحاد مسلمین جهان سخنرانی نمود.[۲۹]

### سایر فعالیت‌های عمده
میرزا خلیل معتقد بود وظیفه اصلی روحانیت، پرداختن به امور معنوی است. از اینرو، وی را نمی‌توان یک سیاستمدار یا فعال سیاسی نامید اگرچه برخی از فعالیت‌هایش جنبه سیاسی و اجتماعی بخود می‌گرفت:
- در تابستان سال ۱۳۳۰ شمسی، پس از تصویب قانون ملی شدن صنعت نفت، میرزا خلیل در نامه‌ای به محمد مصدق نخست‌وزیر وقت:[۳۰] حق‌التالیف کتاب قبله اسلام را به ضمیمه «دعای تأیید و بدرقه همت خدمتگزاران این کشور و این آب و خاک» به «دولت معظم شیعه» واگذار نمود.
- در سال ۱۳۳۲ شمسی، میرزا خلیل در سفری به شهرهای رشت و بندر انزلی با مشاهده فلس (پولک) ماهیان خاویاری (اوزون برون) در زیر میکروسکوپ، فتوای حلال بودن مصرف این نوع ماهیان را صادر نمود.[۳۱]
- در تابستان ۱۳۴۸ شمسی، میرزا خلیل نامه سرگشاده‌ای تحت عنوان «فتح بی‌غرور» به ریچارد نیکسون رئیس‌جمهور وقت ایالات متحده نگاشت و ضمن تبریک[۳۲] فتح کره ماه و تحقق وعده قرآن، از وی خواست که به شکرانه اینکه این فتح آسمانی در زمان خدمت او انجام پذیرفته‌است، اولاً به گرسنگان و آوارگان جهان عموماً و ثانیاً بخصوص به دو میلیون مسلمان آواره عرب در خاورمیانه که بیست سال است آواره و دربدرند، اجازه دهد بر سر خانه و لانه و آشیانه خود برگردند تا فتح دژ آسمان، فتحی همه‌جانبه باشد.
- در سال ۱۳۵۳ شمسی، نامه‌ای به امضای اسقف اعظم فرانسوا ابومخ دبیر امور غیرمسیحیان واتیکان[۳۳] توسط سفیر واتیکان در تهران و سرپرست کلیساهای کاتولیک ایران، در مسجد فخرالدوله تهران به میرزا خلیل تسلیم شد. در این نامه، دوازده سؤال فلسفی از وی استعلام و استفسار گردیده بود. متن کامل فارسی پرسش‌ها و پاسخ‌ها به صورت نظم در کتابی تحت عنوان «افق قاب قوسین، سروش قدسی»[۳۴] منتشر گردیده‌است.
- در شروع انقلاب اسلامی، میرزا خلیل به همراه سید محمود طالقانی در راهپیمایی عظیم روز تاسوعا برای دستیابی به اهداف و شعارهای انقلاب مردم یعنی «استقلال، آزادی، جمهوری اسلامی» شرکت نمود. در شهریور ۱۳۵۹ پس از آغاز جنگ توسط دولت صدام حسین و حمله نظامی به «خاک مقدس وطن»، میرزا خلیل با نوشتن مقاله مبسوطی در روزنامه اطلاعات تحت عنوان «این ننگ را عرب بکجا می‌برد؟»[۳۵] از موضع برحق ایران مشروحاً دفاع نمود.

## درگذشت
میرزا خلیل در غروب روز پنجشنبه ۱۹ مهرماه ۱۳۶۳ پس از دو سال بیماری، در منزل مسکونیش در تهران درگذشت و در قم در جوار حرم فاطمه معصومه بخاک سپرده شد.